# Félix Pérez Romera
Félix Pérez Romera és copromotor de la plataforma cívica catalana Ciutadans de Catalunya, que donaria origen al partit Ciutadans - Partit de la Ciutadania, al costat de personatges com Albert Boadella, Arcadi Espada i Francesc de Carreras i Serra, entre d'altres. Es fundador de Foro Babel i ha publicat articles a El País, en altres diaris.
Actualment és vocal de la Junta directiva d'Alternativa Ciutadana Progressista, associació autoanomenada d'esquerra progressista i que va contribuir a fundar en 2007, i va ser promotor d'Unió, Progrés i Democràcia, al costat de membres de ¡Basta Ya! i Rosa Díez i membre del seu consell polític.
Després de la constitució formal del partit, al setembre de 2007, es va integrar en la coordinadora que gestionava la delegació catalana del partit, composta per 16 membres. Poques setmanes després, a primers de novembre, 8 d'ells l'abandonaven. Entre ells estava Pérez Romera.